# Herbert Hackebeil
Herbert Hackebeil (* 1. Dezember 1912 in Chemnitz; † 7. Januar 1943 in der Sowjetunion) war ein deutscher Radrennfahrer und nationaler Meister im Radsport.

## Sportliche Laufbahn
Hackebeil gewann 1937 die nationale Meisterschaft in der Mannschaftsverfolgung. Der siegreiche Verein RC Wanderer Chemnitz wurde mit Bruno Schulze, Rudolf Schubert, Herbert Hackebeil, Arthur Blankenburg, Rudi Kühn, Rudi Fensl und Rudi Thoß Meister. Diese Mannschaft verteidigte 1938 den Titel erfolgreich.
1937 wurde seine erfolgreichste Saison. Als Adolfo Leoni 1937 die UCI-Straßen-Weltmeisterschaft gewann, kam Hackebeil auf den 10. Platz. Im Etappenrennen Mailand–München 1937 gelang ihm ein Etappensieg (7. Platz in der Gesamtwertung). Hackebeil gewann in jener Saison die Harzrundfahrt. Auch in den Rennen Cottbus–Görlitz–Cottbus und Großer Diamant-Preis war er erfolgreich. 1939 wurde er hinter Ludwig Hörmann Vize-Meister im Straßenrennen der Amateure.
1941 wurde er Berufsfahrer und fuhr bis zu seiner Einberufung zur Deutschen Wehrmacht Rennen. 1941 wurde er Dritter der Straßenmeisterschaft der Profis hinter dem Sieger Erich Bautz. 1940 belegte er beim Sieg von Fritz Scheller den 5. Platz im Rennen Rund um die Hainleite. Im Großen Sachsenpreis 1941 wurde er 4. Er fiel 1943 an der Ostfront.